# Rive gauche (chanson)
Pour l’article homonyme, voir Rive gauche.
Pistes de Au ras des pâquerettes
Tailler la zone L'Horrible bye-bye
Rive gauche est une chanson écrite, composée et interprétée par Alain Souchon, sortie en 1999 sur l'album Au ras des pâquerettes. Elle est reprise dans l'album J'veux du live (2002), puis de nouveau dans l'album Alain Souchon est chanteur (2010) et figure sur l'album-compilation Collection 1984-2001.

## Présentation
Chanson nostalgique qui rend hommage à l'esprit culturel et artistique qui régnait naguère sur la rive gauche de Paris et regrette sa disparition inéluctable. Il évoque notamment les quartiers de Montparnasse et de Saint-Germain-des-Prés et l'importance culturelle de cette rive gauche dans l'histoire de Paris.
Dans cette chanson, on retrouve le nom de grandes figures majeures de ces quartiers comme Jacques Prévert (« Les chansons de Prévert, me reviennent »), Paul Verlaine (« De tous les souffleurs de ver, laine »), Léo Ferré (« Du vieux Ferré les cris, la tempête »), Boris Vian (« Boris Vian s'écrit, à la trompette »), Francis Scott Fitzgerald (« Tendre est la nuit »), Zelda Fitzgerald (« Oh ma Zelda c'est fini, Montparnasse »), Miles Davis et Juliette Gréco (« Miles Davis qui sonne, sa Gréco »), Jim Morrison et Nico (« Tous les morts y sonnent, leur Nico »), Serge Gainsbourg et Jane Birkin (« On dirait Jane et Serge, sur le pont des Arts »), Jean-Luc Godard (« Traité par le mépris », référence au film Le Mépris)...
Alain Souchon regrette le développement moderne de cette rive gauche et la disparition de cette liberté si caractéristique de ces quartiers. Il critique l'expansion de commerces futiles déjà présents partout ailleurs, l'embourgeoisement des artistes actuels et le mépris qui a remplacé le talent.

## Reprise
Cette chanson a été reprise en 2018 par Vianney dans l'album hommage, Souchon dans l'air, vol. 2.